# Víctor Montserrat
Víctor Montserrat ist ein ehemaliger spanischer Squashspieler und heutiger Squashtrainer.

## Karriere
Víctor Montserrat spielte in den 1980er- und 1990er-Jahren auf der PSA World Tour und erreichte seine höchste Platzierung in der Weltrangliste mit Rang 70. Mit der spanischen Nationalmannschaft nahm er viermal an der Weltmeisterschaft teil, so unter anderem 1993 und 1995. Darüber hinaus gehörte er 16 Mal zum spanischen Kader bei Europameisterschaften. 1997 wurde er spanischer Meister. Nach seiner aktiven Karriere begann er als Squashtrainer in Barcelona zu arbeiten und war zudem auf regionaler Ebene als Squashfunktionär tätig. Montserrat betreut die spanischen Nationalspieler Iker Pajares, Bernat Jaume und Edmon López.

## Erfolge
- Spanischer Meister: 1997